# Diane Baker
Diane Carol Baker (Hollywood, California; 25 de febrero de 1938) es una actriz de reparto estadounidense que ha trabajado en cine y televisión desde 1959 junto a actores y actrices de la talla de Gregory Peck, Maximilian Schell, Anthony Hopkins, Sean Connery y otros de la era dorada del cine americano.

## Biografía

### Primeros años
Baker nació y fue criada en Hollywood, California, hija de Dorothy Helen Harrington, quien apareció en varias de las primeras películas de los Hermanos Marx y de Clyde L. Baker. Se mudó a Nueva York a los 18 años de edad para estudiar actuación con Charles Conrad y ballet con Nina Fonaroff.

### Carrera
Luego de conseguir un contrato con la Twentieth Century Fox, Baker realizó su debut cinematográfico cuando fue elegida por el director George Stevens para interpretar a Margot Frank en la película de 1959 El diario de Ana Frank. El mismo año, protagonizó Viaje al centro de la Tierra junto a James Mason y en The Best of Everything con Hope Lange y Joan Crawford.
Otras películas de Fox en las que apareció Baker incluyen el thriller Nine Hours to Rama, Hemingway's Adventures of a Young Man y The 300 Spartans. Sus trabajos en televisión a finales de la década de 1950 y principios de los años 1960 incluyen participaciones en Follow the Sun, Bus Stop, Adventures in Paradise, The Lloyd Bridges Show, The Nurses y Route 66.
Tras romper su contrato con Fox después de protagonizar en 1960 la cuarta versión cinematográfica de la novela de Grace Miller White Tess of the Storm Country, Baker apareció en 300 Spartans (1962) y en Stolen Hours, un remake de 1963 de Dark Victory, y, en el mismo año, protagonizó junto a Paul Newman y Elke Sommer el largometraje El premio.
En 1964, trabajó junto a Joan Crawford en ambos thrillers dirigidos por William Castle basados en asesinatos, en una escena tuvo que soportar una fuerte cachetada de Crawford, Strait-Jacket, y en un piloto para televisión titulado Royal Bay, el cual fue promocionado como Della. Alfred Hitchcock la seleccionó para la película Marnie (1964) personificando a la enigmática Lil Mainwaring, la cuñada de Mark Rutland (Sean Connery). 

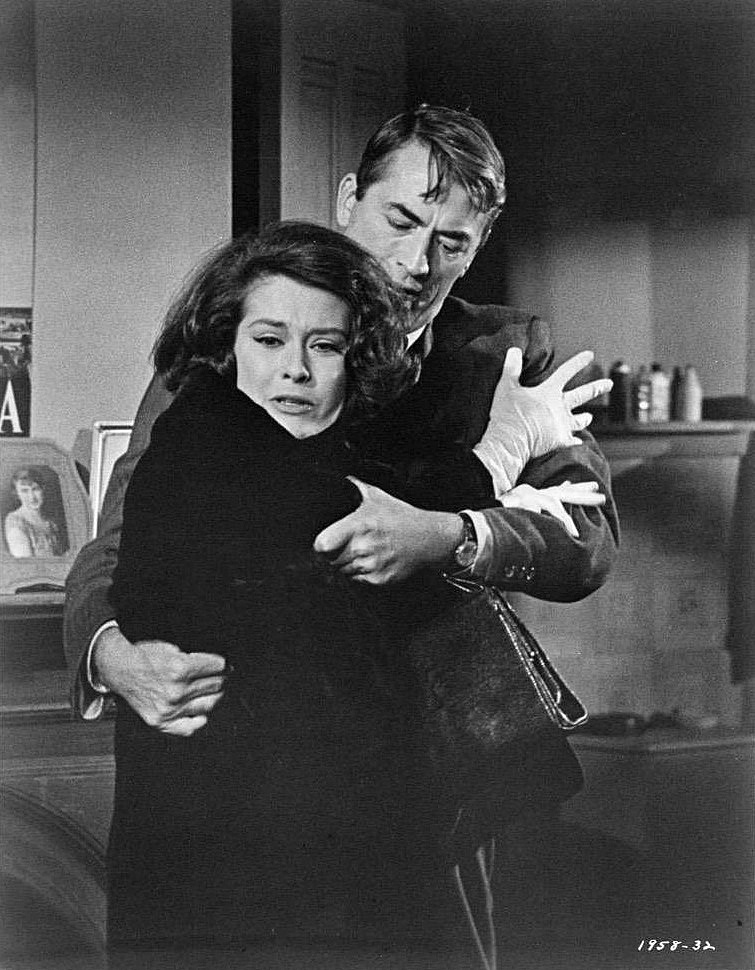
Diane Baker junto a Gregory Peck en el film Mirage (1965)

Baker se caracterizó por encarnar personajes muy intensos como mujeres atormentadas y traumadas, psicóticas, sentimentales y obsesivas enmascaradas con un gran cinismo bajo su natural belleza, intensa mirada y una  cautivadora sonrisa. 
Coprotagonizó junto a Gregory Peck y Walter Matthau Mirage (1965), dirigida por Edward Dmytryk donde trabó una gran amistad con Peck, y en el film de cinerama Krakatoa, East of Java (1969) con Maximilian Schell. 
En agosto de 1967, Baker tuvo la oportunidad de interpretar a la pareja de David Janssen en el episodio final de dos partes de la serie televisiva The Fugitive, el cual fue, en ese momento, el programa más visto de la historia. Participó también, en el primer capítulo de la exitosa serie televisiva "Los Invasores" como un personaje alienígena.  En 1971 participó de un capítulo de la serie Galería Nocturna, titulado: They're Tearing Down Tim Riley's Bar.

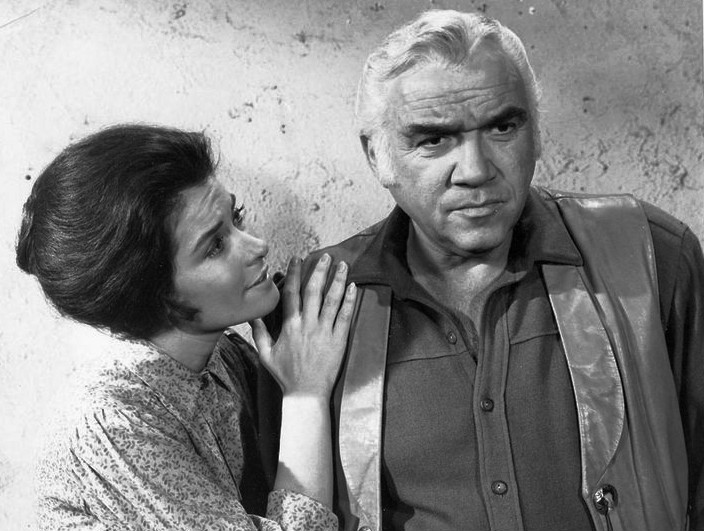
Diane Baker junto a Lorne Greene en un capítulo de Bonanza (1967)

En las décadas posteriores a Mirage, apareció en varias ocasiones en televisión y comenzó a producir películas, incluyendo el drama de 1980 Never, Never Land y la miniserie de 1985 A Woman of Substance. Reapareció en la pantalla grande con The Silence of the Lambs (1991) como la senadora Ruth Martin. También trabajó en las películas The Joy Luck Club, The Cable Guy, The Net y A Mighty Wind. Recientemente, ha aparecido como estrella invitada en House en 2005 como Blythe House, la madre del protagonista, volviendo a formar parte del elenco en un episodio de la quinta temporada de la serie, emitido originalmente en 2008; en 2012 volvió a aparecer como estrella invitada, durante un episodio de la octava temporada.
Desde agosto de 2004, Baker ha sido la Directora de Actuación en la Escuela de Cine y Televisión en la Universidad Academia de Arte en San Francisco donde enseña a sus alumnos al estilo neoclásico del cine dorado.

## Vida personal
Fue amiga personal del actor Dennis Hopper, Harry Winer y lo es de Tippi Hedren.
A Diane Baker se le han conocido vínculos sentimentales en su juventud con Warren Beatty en 1959, John Saxon en 1960, Michael Lerner, Frank Langella, Gardner McKay, y con el entonces príncipe Huséin I de Jordania. Baker mantuvo una relación con Robert Osborne y ha mantenido toda su vida personal en absoluta reserva, no se le conocen uniones maritales y ha declarado que ama su propia libertad.